# 장희진 (수영 선수)
장희진(張姬珍, 1986년 9월 5일 ~ )은 대한민국의 수영 선수이다. 전북도청 소속이며 여자 자유형 50m 대한민국 최고 기록(25초 27)보유자이다. 서일중학교 재학 중이던 2007년 동아 수영 대회 50m에서 첫 대한민국 신기록을 수립했다.치과의사인 아버지의 권유로 공부와 수영을 병행해 왔다.
당시 장희진은 학업성적도 최우수인 것으로 알려져 있다. 하지만, 공부도 병행하겠다면서 태릉선수촌 입촌을 포기하여 큰 반향을 일으켰다.
그 이후 온갖 불이익으로 슬럼프에 빠지게 되고 결국 미국의 사립고인 필립스 아카데미 엔도버로 유학을 가게 됐다.
거기서도 운동과 공부를 병행하여 미국 동부지역고교연합 최우수수영선수로 선정되었으며 보스턴글로브社가 선정하는 올해의 수영선수에 선정되기도 했다.
결국 텍사스대학교 4년 전액 장학금과 무료 의료 혜택은 물론 학업에 필요한 개인 카운셀러 배정 등 파격적인 조건으로 입학하게 된다.
그러다가 갑자기 2008년 한국으로 돌아와서 수영 대회에 출전하여 좋은 성적을 거두면서 로스쿨 준비하게 된다.
지금은 로스쿨을 졸업, 변호사 업무를 준비하고 있다고 전한다.